# آلتو بلا ویستا
التو بلا ویستا (به پرتغالی: Alto Bela Vista) یک سکونتگاه مسکونی در برزیل است که در سانتا کاتارینا واقع شده‌است.